# Tilemann von Hussen
Tilemann von Hussen (* 1497 im Herzogtum Kleve; † 14. Mai 1551 in Schleswig) war ein deutscher evangelischer Theologe und Bischof von Schleswig.

## Leben
Hussen studierte Theologie in Löwen. Im Jahr 1537 hielt er sich bereits als Anhänger der Reformation in Hamburg auf. König Christian III. von Dänemark hatte ihn als Theologielehrer vorgesehen und unterstützte seine theologische Promotion in Wittenberg. Der König berief Hussen neben Johannes Bugenhagen 1537 zum Professor der Universität Kopenhagen. Zwischen 1539 und 1541 war er Rektor der Hochschule. Er hatte gute Kenntnisse des Hebräischen und Griechischen. Neben seiner Lehrtätigkeit war er Hofmeister und Hofprediger der Prinzessin Anna. Nach der Verkündigung der Schleswig-Holsteinischen Kirchenordnung von 1542 wurde er Nachfolger des verstorbenen letzten katholischen Bischofs von Schleswig Gottschalk von Ahlefeldt. Hussen wurde erster evangelischer Bischof. Er übernahm die Güter und Rechte des Bischofs. Gleichzeitig war er auch Generalsuperintendent im Herzogtum Schleswig. Geweiht wurde er von Bugenhagen. Dieser hatte das Bischofsamt zuvor zurückgewiesen. Infolge der Landesteilung von Schleswig und Holstein im Jahr 1544 musste Hussen auf Druck der Teilungsherzöge Friedrich von Dänemark als Koadjutor und damit als seinen designierten Nachfolger anerkennen.
Hussen wurde im Schleswiger Dom vor der Kanzel bestattet. Seine Grabplatte ist beschrieben, aber nicht erhalten. Sie wurde 1653 von dem schleswig-holsteinischen Rat Balthasar Gloxin zur Zweitnutzung erworben und war in den 1880er Jahren noch vorhanden. Erhalten hat sich jedoch in dieser Kirche Hussens schlichtes reformatorisches Schriftepitaph, das nur mit dem Wappen seiner Familie geschmückt ist, wie auch das Epitaph Gloxins sowie die Porträts der Eheleute Gloxin.
Hussen war mit Petronella Belga verheiratet, die nach seinem Tod eine zweite Ehe mit Hieronymus Cypraeus schloss. Seine Tochter Elisabeth heiratete 1568 den Hofprediger Bartholomaeus Embs.